# Органическое сельское хозяйство
Органическое (экологическое, биологическое) сельское хозяйство — метод ведения сельского хозяйства, в рамках которого происходит сознательная минимизация использования синтетических удобрений, пестицидов, регуляторов роста растений, кормовых добавок. Напротив, для увеличения урожайности, обеспечения культурных растений элементами минерального питания, борьбы с вредителями и сорняками, активнее применяется эффект севооборотов, органических удобрений (навоз, компосты, пожнивные остатки, сидераты и др.), различных методов обработки почвы и т. п.
Согласно организации International Federation of Organic Agriculture Movements, «Органическое сельское хозяйство — производственная система, которая поддерживает здоровье почв, экосистем и людей. Зависит от экологических процессов, биологического разнообразия и природных циклов, характерных для местных условий, избегая использования неблагоприятных ресурсов. Органическое сельское хозяйство объединяет традиции, нововведения и науку, чтобы улучшить состояние окружающей среды и развивать справедливые взаимоотношения и достойный уровень жизни для всего вышеуказанного»

Согласно IFOAM, органическое сельское хозяйство направлено на работу с экосистемами, биогеохимическими циклами веществ и элементов, поддерживает их и получает эффект от их оптимизации. Органическое сельское хозяйство предполагает в долгосрочной перспективе поддерживать здоровье как конкретных объектов, с которым имеет дело (растений, животных, почвы, человека), так и всей планеты.

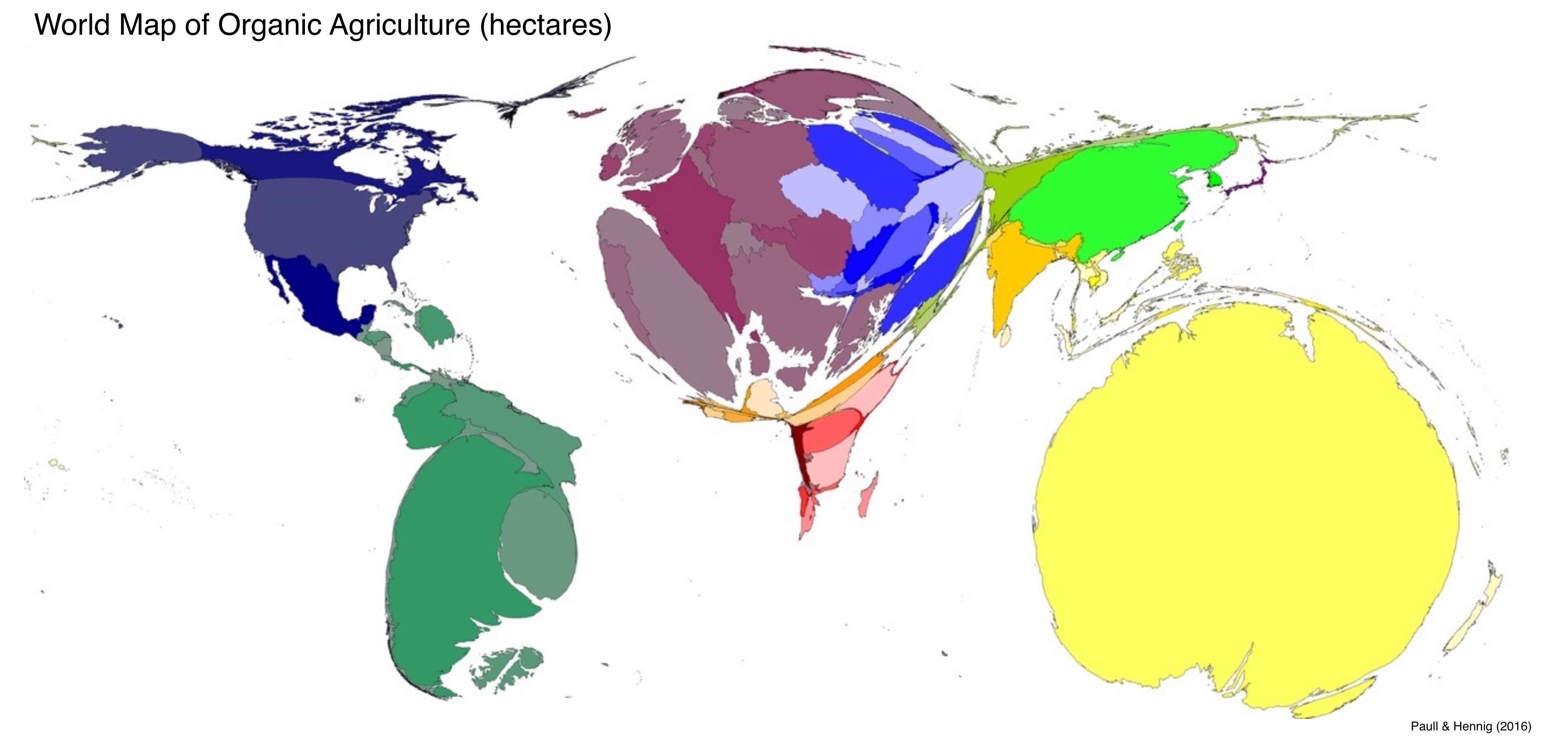
Карта мира органического сельского хозяйства (га)

## Принципы органического земледелия
Принципы органического земледелия в настоящее время рассматриваются как основа развития этой отрасли во всем мире.
1. Принцип здоровья — органическое сельское хозяйство должно поддерживать и улучшать здоровье почвы, растений, животных, людей и планеты как единого и неделимого целого.
2. Принцип экологии — органическое сельское хозяйство должно основываться на принципах существования естественных экологических систем и циклов, работая, сосуществуя с ними и поддерживая их.
3. Принцип справедливости — органическое сельское хозяйство должно строиться на отношениях, которые гарантируют справедливость с учётом общей окружающей среды и жизненных возможностей.
4. Принцип заботы — управление органическим сельским хозяйством должно носить предупредительный и ответственный характер для защиты здоровья и благополучия нынешних и будущих поколений и окружающей среды[5]

К 2019 году на Земле более 70 млн га используются в соответствии с принципами органического сельского хозяйства, что составляет приблизительно 1,4 процента от общего объёма сельскохозяйственных угодий в мире. Причём более половины этого объёма приходится на Австралию.

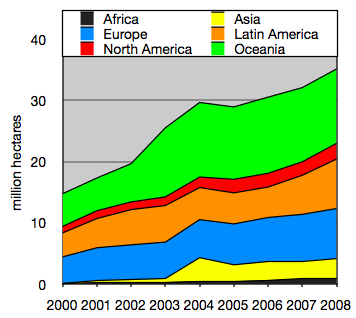
Органические сельскохозяйственные угодья по регионам мира (2000-2008)

## История
Ещё в 1924 Рудольф Штейнер в Кобервитце прочёл свой «Сельскохозяйственный курс», ставший концепцией биодинамического земледелия.
В Англии впервые термин «органическое сельское хозяйство» (organic farming) употребил лорд Нортборн (Lord Northbourn, Walter Ernest Christopher James) в 1940. В деле развития и популяризации концепции важную роль сыграли такие люди, как Альберт Говард, Ив Балфор, Джером Ирвинг Родейл. Ив Балфор в 1939 заложила Хаглийский эксперимент, в котором более 40 лет на разных полях одной фермы велось «обычное» и органическое земледелие с целью их всестороннего сравнения. Родейл положил начало распространению органического садоводства.
В 1972 в Версале была основана Международная Федерация органического сельскохозяйственного движения (IFOAM), поставившая своей целью распространение информации и внедрение органического сельского хозяйства во всех странах мира. С начала 1990-х растут мировые рынки, связанные с органическим сельским хозяйством, достигнув в 2012 году 63 миллиардов долларов во всём мире. Этот спрос привёл к аналогичному увеличению сельскохозяйственных угодий с органическим управлением, которое с 2001 по 2011 год увеличивалось на 8,9 %. ежегодно.

## Методы
Методы органического сельского хозяйства включают в себя использование принципов биологической синергии:
- отказ от использования фунгицидов, гербицидов, искусственных удобрений и антибиотиков[10][11];
- применение животных и растительных отходов как удобрений;
- использование севооборота для восстановления почвы;
- применение биологических способов защиты растений;
- использование замкнутого цикла земледелие-скотоводство (растениеводство — корм, скотоводство — удобрения)[12].

Быстрорастворимые минеральные удобрения и пестициды запрещены (при «исключительных случаях» с высоким риском потери урожая допускается использование продуктов синтетической химии).
В животноводстве признаком органического сельского хозяйства является «видосоответствующее содержание животных»: отказ от круглогодичного стойлового содержания, обязательный выпас скота, неиспользование синтетических кормовых добавок и гормонов, запрет на превентивное использование антибиотиков.

## Продуктивность
22-летний вегетационный опыт Корнуэльского университета, результаты которого были опубликованы в 2005, показал, что органические методы выращивания зерновых культур и сои обуславливают такую же урожайность, что и традиционные, однако требуют меньших затрат энергии для производства удобрений и не приводят к накоплению гербицидов в почве. Аналогичный швейцарский опыт показал, однако, сокращение урожайности на 20 % по сравнению с традиционными методами при 50 % сокращении энергетических затрат на удобрения и 97 % — на пестициды. Согласно сравнениям, проведенным американскими сторонниками органического с/х, урожайность при органическом земледелии составляет в среднем 95-100 % от традиционного.
Сравнивать органические и традиционные хозяйства по эффективности достаточно сложно. Показатель урожайности на единицу площади не отражает того факта, что органическое земледелие часто требует больших затрат труда и большего количества работников, что отражается на стоимости конечной продукции.

## Недостатки
Органическое хозяйство менее эффективно использует посевные площади и требует их увеличения, например путём вырубки лесов; согласно исследованию, проведенному в Техническом университете Чалмерса, органическое земледелие способствует глобальному потеплению сильнее, чем традиционное.
Сертифицированные органические продукты как правило стоят дороже традиционных продуктов по ряду причин, в том числе и из-за того, что выращивание органических продуктов требует больших расходов на единицу продукта.
Исследования Университета Миннесоты показывают, что вероятность заразиться сальмонеллёзом от овощей, выращенных на органическом поле, в три-пять раз выше, чем риск заражения от обычных овощей, так как используемый для удобрения в органических хозяйствах навоз является благоприятной средой для размножения болезнетворных микроорганизмов.

## В России
Российский рынок органической продукции, по сравнению с зарубежным, достаточно молод и в настоящее время находится на начальном этапе развития. В стоимостном выражении за последние 15 лет он вырос в 10 раз: с 16 млн долл. в начале 2000-х гг. до 160 млн долл. США в 2016 г. Изначально рынок «органики» на 100 % был представлен импортной продукцией (в основном из Германии, Франции и Италии), но в 2016 г. «органика» отечественного производства составила уже 10 % общего объёма рынка. В 2010—2014 гг. рынок органической продукции увеличивался в среднем на 10 % в год. По ряду причин — экономический спад в России, который привел к снижению реальных доходов населения, и продовольственное эмбарго, введенное в 2014 г., — рост рынка в 2015—2016 гг. был более умеренным, возрастая ежегодно, по оценкам Национального органического союза, на 4 %. Однако, несмотря на позитивные изменения за последнее десятилетие, доля России на мировом рынке органических продуктов составляет лишь 0,2 %.
В декабре 2013 года Министерство юстиции зарегистрировало Национальный органический союз. В него вошли крупнейшие участники российского рынка «органики»: «Агранта», «Аграрные системные технологии», «Азбука вкуса», «Аривера», «Органик». Одна из главных целей объединения — содействие развитию органического сельского хозяйства и рынка органической сельхозпродукции на территории Российской Федерации.
Органическое сельское хозяйство, как особое направление сельскохозяйственного производства, требует отдельного законодательного регулирования, в связи со спецификой отношений, возникающих в процессе его ведения.
В июле 2018 года закон «Об органической продукции» был принят Государственной Думой и одобрен Советом Федераций, а 3 августа 2018 года подписан Президентом Российской Федерации В. Путиным.
Закон введен в действие с 1 января 2020 года. Годовой срок был дан на подготовку к вступлению закона в силу, поскольку должны были быть произведены масштабные подготовительные работы.
В настоящее время производство и распространение органической продукции в России регулируют 3 национальных стандарта (ГОСТ) .
— ГОСТ Р 56104-2014 «Продукты пищевые органические. Термины и определения» от 10 сентября 2014 г. содержит определения терминов органического сельского хозяйства, органического производства и его правил, органических пищевых продуктов и органической сертификации и инспекции.
— ГОСТ Р 56508-2015 «Продукция органического производства. Правила производства, хранения, транспортирования» от 30 июня 2015 г. содержит правила по органическому производству (в том числе растениеводству, животноводству, пчеловодству, аквакультуре); по переходу на органическое производство; по производству органических кормов; по сбору, упаковке, транспортированию и хранению органических продуктов; по маркировке органических продуктов.
Отменен Приказом Росстандарта от 5 октября 2018 г. N 721-ст 
— ГОСТ Р 57022-2016 «Продукция органического производства. Порядок проведения добровольной сертификации органического производства» от 5 августа 2016 г. устанавливает правила добровольной сертификации органического производства.
В 2016 г. разработан межгосударственный стандарт (ГОСТ 33980-2016/CAC/GL 32-1999, NEQ). Данный стандарт регулирует органическое производство в странах СНГ и вступил в силу с 1 января 2018 г., заменив 2-й ГОСТ. Стандарт обеспечивает согласованный подход к требованиям, определяющим производство органической продукции, её маркировку и связанную с этим информацию о продукте. В данный момент, кроме России, Кыргызстан, Беларусь и Таджикистан присоединились к данному межгосударственному стандарту по органическому производству.
C 01 июня 2022 года по инициативе Национального органического союза в ГОСТ 33980 (новая редакция) и ГОСТ Р 57022 (новая редакция) внесены изменения.
Основанием для внесения изменений в ГОСТ 33980 является прохождение согласования стандарта с комиссией COROS при Международной  неправительственной ассоциации органических фермеров (IFOAM)  с целью признания данного стандарта  мировым сообществом.
В 2021 году Приказом Росстандарта утвержден ГОСТ Р 59425-2021 «Продукция органическая из дикорастущего сырья. Правила сбора, заготовки, переработки, хранения, транспортирования и маркировки». Стандарт внесён профильным техническим комитетом по стандартизации №040 «Продукция органического производства» (ТК 040) и введен в действие с 1 июня 2021 года. Применение ГОСТ Р 59425-2021, в том числе при проведении процедуры добровольной сертификации органической продукции, позволило производителям войти в государственный реестр производителей органической продукции и маркировать свою продукцию знаком органической продукции единого образца.
Стандартом впервые определены понятия «органическое дикорастущее сырье» и «органическая продукция из дикорастущего сырья».
3 декабря 2015 года, оглашая ежегодное послание Федеральному Собранию, Президент РФ Владимир Путин заявил: «Считаю, что нужно поставить задачу национального уровня и к 2020 году полностью обеспечить внутренний рынок отечественным продовольствием. Мы не только можем сами себя накормить с учётом своих земельных, водных, что особенно важно, ресурсов. Россия способна стать крупнейшим мировым поставщиком здоровых, экологически чистых, качественных продуктов питания, которые давно уже пропали у некоторых западных производителей, тем более что спрос на глобальном рынке на такую продукцию устойчиво растёт».
Для реализации Закона Минсельхозом России совместно с другими органами власти разработан ряд подзаконных актов, в том числе приказы о форме и порядке использования графического изображения (знака) органической продукции единого образца, а также о ведении единого государственного реестра производителей органической продукции.
До 2019 г. в РФ отсутствовало графическое изображение органической продукции. В мае 2019 года Национальный органический союз передал Минсельхозу РФ право на использование знака, ранее применявшегося в системе добровольной сертификации Союза. В июле 2019 г. Роспатент окончательно закрепил за Минсельхозом РФ право на использование знака, обозначающего органическую продукцию. 

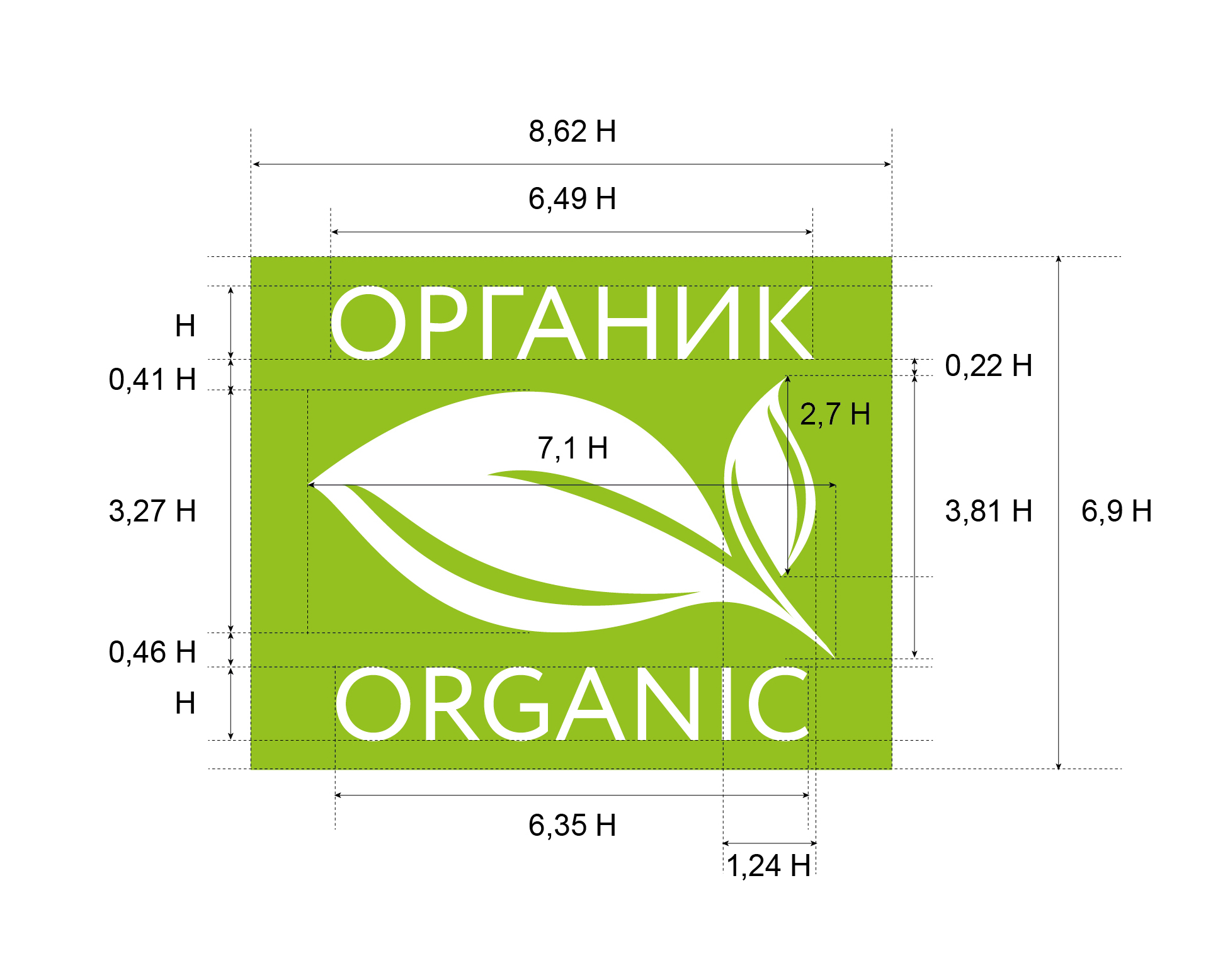
Органический знак

Приказ о форме и порядке использования графического изображения (знака) органической продукции единого образца регламентирует порядок размещения соответствующей маркировки на упаковке. Производитель сможет использовать изображение после получения сертификата соответствия производства органической продукции и внесения сведений о нем в единый государственный реестр производителей органической продукции. 
Приказ о ведении единого государственного реестра производителей органической продукции регламентирует порядок внесения в информационную систему данных о производителях, получивших соответствующий сертификат. 